# Gleiszellen-Gleishorbach
Gleiszellen-Gleishorbach é um município da Alemanha localizado no distrito de Südliche Weinstraße, no estado da Renânia-Palatinado. É membro da associação municipal de Verbandsgemeinde Bad Bergzabern.